# 風の丘中間駅
風の丘中間駅は兵庫県神戸市中央区にある神戸布引ロープウェイの索道駅である

## 概要
神戸布引ロープウェイの唯一の途中駅である。

## 歴史
- 1991年（平成3年）10月23日 - 風の丘駅として開業[1][2]。
- 2011年（平成23年）4月1日 - 風の丘駅中間駅に改称[1]。

## 駅構造
相対式2面2線のホームであり。両ホームとも階段またはエレベーターで上がってから乗車する

### 構内図
| 上り乗り場 |                  |   |
| →          | ハーブ園山頂方面 | → |
|            |                  |   |
| ←          | ハーブ園山麓方面 | ← |
| 下り乗り場 |                  |   |

## 隣の駅
| 神戸布引ロープウェイ          | 神戸布引ロープウェイ | 神戸布引ロープウェイ          |
| ----------------------------- | -------------------- | ----------------------------- |
| ハーブ園山麓 ハーブ園山麓方面 |                      | ハーブ園山頂 ハーブ園山頂方面 |